# Фаббиани, Кристиан
Кристиан Гастон Фаббиани (исп. Cristian Gastón Fabbiani; 3 сентября 1983, Сьюдад-Эвита, Буэнос-Айрес, Аргентина) — аргентинский футболист и тренер.
Профессиональную карьеру Фаббиани начал в аргентинском «Ланусе», вскоре получил опыт игры за рубежом на правах аренды. В сезоне 2007/08 игрок пытался закрепиться в Европе — в составе румынского «ЧФР Клуж». Однако в итоге он вернулся в Аргентину. С 2010-х в карьере футболиста начался спад из-за проблем с лишним весом и травмами.
Своё прозвище, «Огр», он получил благодаря своеобразной манере праздновать голы, надевая маску Шрека, впервые он сделал это в Чили.

## Ранние годы
Родился и вырос в Сьюдад-Эвите (провинция Буэнос-Айрес). В восемь лет потерял отца — Микеланджело Фаббиани скоропостижно скончался от заболевания сердечно-сосудистой системы в возрасте 40 лет. За воспитание Кристиана взялся его дядя, Оскар Фаббиани, который и привил племяннику любовь к футболу. Кристиан тяжело перенёс смерть отца, который, по словам Оскара, пользовался всеобщим уважением, был открытым и разговорчивым, Кристиан был похож на своего отца.
Кристиан с детства очень любил футбол. Его призванием был спорт, все его мысли и энергия были сосредоточены на мяче, а не учёбе:
В школе я ненавидел все предметы, моя мама расстраивалась по этому поводу, учителя часто вызывали её в школу. Это было ужасно. Все носили большие рюкзаки и прочее, но мне ничего не могло помешать взять мяч и пойти играть.

## Карьера игрока

### Ранняя карьера
Фаббиани начал карьеру в «Линьерсе», где играл до 2001 года, когда его арендовал «Ланус». Всё это время команда выступала в Примере C. Уже на ранних этапах карьеры Фаббиани имел проблемы с лишним весом.
Профессиональную карьеру он начал в первом дивизионе Аргентины, играя за «Ланус», где сформировал результативную связку с партнёром Себастьяном Лето. В сезоне 2002/03 он сыграл 11 матчей, не забив ни одного гола. Фаббиани также был ключевой фигурой в «Палестино» из Чили, куда перешёл по совету дяди и где приобрёл известность. Он даже думал натурализоваться, чтобы играть за сборную Чили, но вместо этого вернулся в «Ланус». 10 сентября 2006 его клуб проиграл «Индепендьенте» со счётом 4:2, в том числе благодаря удалению Фаббиани на 19-й минуте игры.
В 2006 году Фаббиани арендовал «Бейтар» (Иерусалим), команду тренировал его соотечественник, Освальдо Ардилес. В игре пятого тура чемпионата Израиля Фаббиани получил красную карточку, а его команда проиграла со счётом 1:3 «Маккаби Нетания». Не привыкший к дисциплине на поле, бывший нападающий «Лануса» совершил свою первую ошибку в европейском футболе и в итоге отбывал дисквалификацию. Всего за время выступлений в Израиле Фаббиани удалялся с поля четыре раза. В середине сентября Ардилес высказал сомнения относительно физического состояния игрока, которое было далеко от идеала. Наконец, Фаббиани вернулся в Аргентину. В чемпионате Израиля Фаббиани сыграл 14 матчей и забил шесть голов. Свой первый гол после возвращения в «Ланус» Фаббиани забил 4 марта 2007 года в ворота «Росарио Сентраля», этот гол на последних минутах принёс «Ланусу» победу со счётом 3:2.

### «ЧФР Клуж»
В июле 2007 года Фаббиани был продан в «ЧФР Клуж» из Румынии, где выиграл национальный чемпионат и кубок в сезоне 2007/08, забив 11 голов в 29 играх. Он дебютировал за ЧФР 1 августа в матче с «Оцелулом», который клужская команда выиграла с минимальным счётом. В новой команде Фаббиани создал тандем с другим латиноамериканцем, бразильцем Диди. 16 сентября он сделал первый дубль в карьере, соперником был «Фарул», кроме Фаббиани, в матче никто не забивал. 10 мая в финале кубка со счётом 2:1 ЧФР обыграл «Униря Урзичени», Фаббиани провёл на поле последние 13 минут игры. У аргентинца было достаточно конкурентов за место в основе, в частности Иссуф Коне. Фаббиани не хотел покидать клуб, так как желал сыграть в Лиге чемпионов, в итоге отправился в аренду.

### «Ньюэллс Олд Бойз»
В начале сезона 2008/09, после того как Фаббиани отыграл первый год в румынской лиге, он возвратился в аргентинский футбол, подписав арендное соглашение с «Ньюэллс Олд Бойз». Арендная сделка «Ньюэллс» была рассчитана на год, и возвращение Фаббиани на родину стало успешным. В новом сезоне аргентинского чемпионата он поразил фанатов игровыми качествами, которые редко встречаются в первом дивизионе Аргентины. Например, в дерби с «Росарио Сентралем» Фаббиани отобрал мяч в центре поля, технично обошёл соперников и завершил момент ударом, который, однако, прошёл над перекладиной. Впоследствии у Фаббиани были проблемы с руководством «Ньюэллс Олд Бойз», клуб задолжал ему 250 тыс. долларов. Через несколько месяцев команда воспользовалась ситуацией, чтобы заставить его уйти. В услугах Фаббиани заинтересовался «Ривер Плейт», за который он болел ещё с детства. «Ньюэллс» надеялся, что «Ривер» выкупит контракт игрока.
«Ньюэллс» выплатил долг, и до истечения срока аренды оставалось ещё шесть месяцев. Однако Фаббиани сказал, что никогда не будет играть за «Ньюэллс Олд Бойз», если ему придётся полгода оставаться в замене. К тому же он утверждал, что проблема не в долгах, а в желании быть рядом с дочерью, в Буэнос-Айресе, независимо от клуба. Позже между «Ньюэллс Олд Бойз» и «Ривер Плейтом» начались переговоры о трансфере нападающего. Также, несмотря на финансовые запросы Фаббиани, подписать игрока хотел «Велес Сарсфилд».
Он также мог вернуться в «Линьерс», свой первый клуб, для трансфера нужно было лишь пройти медосмотр, но Фаббиани сказал, что будет играть только в «Ривер Плейт», так как любит и уважает эту команду.

### «Ривер Плейт»
Как счастливы, как счастливы, как счастливы, что в команду

Пришёл великан, его правление, его радость, она заразна.

Гордо пришёл со своим весом, чтобы усилить состав

И его сердце трепещет цветами команды.

Как счастливы, как счастливы, как счастливы, что Огр —

Это команда, это болельщики, это эпоха толстяков.
Наконец 4 февраля 2009 года было объявлено, что «Огр» в конечном счёте станет игроком «Ривер Плейта», два клуба договорились о продаже Фаббиани в обмен на Сантьяго Сальседо.
В первые дни Клаусуры 2009 Фаббиани перешёл в «Ривер Плейт», одновременно с возвращением в клуб ветерана Марсело Гальярдо. Кристиану вручили футболку с лозунгом: «За любовь к „Риверу“». Это был один из самых незаурядных трансферов аргентинского футбола. Его покупка вызвала ажиотаж среди болельщиков «Ривер Плейта» — музыкант Хавьер Монтес даже сочинил песню под названием «Банда Огра» (исп. La Banda del Ogro).
Фаббиани дебютировал за «миллионеров» в матче Кубка Либертадорес против парагвайского «Насьоналя». Выйдя на замену на 59-й минуте, ближе к концу игры он помог забить победный гол Диего Буонанотте. 15 февраля 2009 года Фаббиани забил второй гол в ворота «Росарио Сентраля» на выезде, итоговый счёт — 2:1.
Однако в последующие месяцы авторитет «Огра» постепенно падал из-за плохих спортивных результатов в сочетании с пристальным вниманием к нему со стороны «жёлтой прессы». В частности, болельщики проигнорировали жест тишины от Фаббиани в матче с «Индепендьенте». Наконец, 4 декабря 2009 года главный тренер «Ривер Плейта» Леонардо Астрада сказал ему, что не нуждается в его услугах на оставшуюся часть чемпионата.

### «Олл Бойз»
14 мая 2010 года Фаббиани прибыл в Веракрус, чтобы подписать контракт с одноимённой мексиканской командой из Ассенсо MX. В конце июня 2010 года исполнительный комитет мексиканского клуба сделал заявление, что команда не будет покупать аргентинского нападающего. Когда он вернулся в Аргентину, подписав контракт на один сезон с «Олл Бойз». 25 марта 2011 года «Олл Бойз» потерпел крупное поражение со счётом 3:0 от «Эстудиантеса», Фаббиани был заменён на 78-й минуте. 16 апреля он сделал дубль, дважды выведя свою команду вперёд в игре с «Ураканом», итоговый счёт матча — 3:1.

### «Индепендьенте Ривадавия»
После ухода из «Олл Бойз» Фаббиани подписал контракт с «Индепендьенте Ривадавия» из Примера B Насьональ, где сыграл дебютный матч против своего бывшего клуба «Ривер Плейта». «Индепендьенте» проиграл со счётом 3:1. В августе 2011 года он стал участником двух инцидентов: сначала его атаковали свои же фанаты во время тренировки, затем он поссорился с товарищем по команде Пауло Феррари. Последний инцидент случился, когда «Огр» позволил себе оскорбительные высказывания через Твиттер в адрес Феррари. Причём причиной этого стал гол Пауло в ворота соперника.
В сентябре 2012 года Фаббиани был близок к уходу из «Индепендьенте Ривадавия». Руководство клуба считало, что его физическая подготовка не соответствует требованиям. Однако было решено оставить его в составе, за Кристиана заступились товарищи по команде и тренер.
Наконец, в 2013 году «Индепендьенте Ривадавия» расторг контракт с Фаббиани вследствие избыточного веса футболиста (104 кг).

### Дальнейшая карьера
После длительного периода без клуба Фаббиани подписал контракт с боливийским «Спорт Бойз Варнес». Чтобы возобновить свою карьеру Фаббиани похудел на 26 кг. Свой первый матч в чемпионате Боливии он сыграл на выезде против «Стронгеста». Однако закрепиться в новом клубе футболисту не удалось, он провёл в чемпионате Боливии лишь восемь матчей. В начале 2015 года в прессе появилась информация, что Фаббиани собирается завершить карьеру и полностью посвятить себя работе на телевидении.
Несмотря на слухи, 9 февраля 2015 года Фаббиани вернулся в Аргентину и подписал контракт с «Эстудиантес Сан-Луис». Однако 13 марта во время медосмотра у Фаббиани выявили опухоль правой икры, по прогнозам врачей, выздоровление могло занять один-два года, будущее футболиста оставалось неясным. Тем не менее после операции Фаббиани восстановился за несколько месяцев, в течение которых, помимо прочего, успешно продолжал бороться с лишним весом (сбросил 20 кг). 8 июля 2015 года Фаббиани забил первый гол после выздоровления. Выйдя на замену, он поразил с пенальти ворота своего бывшего клуба, «Индепендьенте Ривадавия», этот гол был единственным в матче. Проведя всего девять матчей за клуб, Фаббиани подписал контракт с «ЛДУ Портовьехо» из второго дивизиона Эквадора.
В январе 2016 года, через месяц после перехода, с «ЛДУ Портовьехо» связались представители предыдущего клуба Фаббиани, «Эстудиантес Сан-Луис». Клуб просил о возвращении Фаббиани, потому что якобы контракт с ним был рассчитан на два года. В итоге выяснилось, что его подпись на двухлетнем контракте была поддельной. Фаббиани выразил желание покинуть клуб после землетрясения в Эквадоре 16 апреля.
В июле 2016 года Фаббиани вернулся в Аргентину, подписав контракт с клубом «Депортиво Мерло» из четвёртого по силе дивизиона. В июле 2017 года Фаббиани через социальные сети начал писать о своём возможном возвращении в «Ньюэллс Олд Бойз», вскоре президент «Ньюэллса» опроверг эти слухи. 2 сентября 2017 года в матче с «Экскурсионистас» Фаббиани сравнял счёт ударом с пенальти (1:1). Он мог вывести команду вперёд с ещё одного пенальти, но в этот раз пробил мимо ворот, соперники разошлись вничью. В мае 2018 года в прессе появилась информация о переходе игрока в панамский клуб «Чоррильо». Не сумев закрепиться в новом клубе, Фаббиани вернулся в «Депортиво Мерло». В октябре 2020 года он объявил об окончании карьеры.

## Стиль игры
Ещё в первые годы игровой карьеры у Фаббиани были проблемы с лишним весом, однако он компенсировал это хорошей техникой. Отсутствие скорости как следствие лишних килограммов стали причиной того, почему Фаббиани не смог подстроиться под стиль игры «Ривер Плейта». Тем не менее техника Фаббиани придавала его игре зрелищности, а защитники команды соперника часто нарушали на нём правила. Фаббиани правша, левой ногой пробивает редко. Несмотря на довольно высокий рост (187 см), хорошей игрой головой не отличается; с дальней дистанции также бьёт редко.

## Карьера тренера
В июне 2021 года Фаббиани начал тренерскую карьеру, возглавив «Феникс» из Примеры B Метрополитана. В июне 2022 года он покинул свой пост по взаимному согласованию с директорами клуба, при нём клуб провёл 33 игры. 14 июня 2022 года он был назначен тренером «Депортиво Риестра». 23 апреля 2023 года он был уволен после поражения от «Чакарита Хуниорс» со счётом 4:2. В апреле 2023 года он стал тренером «Депортиво Мерло». После спасения клуба от вылета он объявил, что не останется на своей должности в сезоне 2024 года. 7 февраля 2024 года он вернулся в «Депортиво Риестра», заменив Матиаса Модоло. После года пребывания на посту клуб официально объявил о его уходе в феврале 2025 года.

## Статистика
| Клуб                    | Года      | Лига  | Лига | Национальные кубки | Национальные кубки | Международные кубки | Международные кубки | Всего | Всего | Результативность |
| Клуб                    | Года      | Матчи | Голы | Матчи              | Голы               | Матчи               | Голы                | Матчи | Голы  | Результативность |
| ----------------------- | --------- | ----- | ---- | ------------------ | ------------------ | ------------------- | ------------------- | ----- | ----- | ---------------- |
| Ланус                   | 2002/03   | 11    | 0    | -                  | -                  | -                   | -                   | 11    | 0     | 0                |
| Ланус                   | 2004-2006 | 36    | 14   | -                  | -                  | -                   | -                   | 36    | 14    | 0,38             |
| Ланус                   | 2007      | 21    | 2    | -                  | -                  | -                   | -                   | 21    | 2     | 0,09             |
| Ланус                   | Всего     | 68    | 16   | —                  | —                  | —                   | —                   | 68    | 16    | 0,23             |
| Палестино               | 2003/04   | 25    | 16   | -                  | -                  | -                   | -                   | 25    | 16    | 0,64             |
| Палестино               | Всего     | 25    | 16   | —                  | —                  | —                   | —                   | 25    | 16    | 0,64             |
| Бейтар (Иерусалим)      | 2006      | 12    | 5    | 2                  | 1                  | -                   | -                   | 14    | 6     | 0,42             |
| Бейтар (Иерусалим)      | Всего     | 12    | 5    | 2                  | 1                  | —                   | —                   | 14    | 6     | 0,42             |
| ЧФР (Клуж)              | 2007/08   | 29    | 12   | -                  | -                  | 2                   | 0                   | 31    | 12    | 0,38             |
| ЧФР (Клуж)              | Всего     | 29    | 12   | —                  | —                  | 2                   | 0                   | 31    | 12    | 0,38             |
| Ньюэллс Олд Бойз        | 2008      | 15    | 5    | -                  | -                  | -                   | -                   | 15    | 5     | 0,33             |
| Ньюэллс Олд Бойз        | Всего     | 15    | 5    | —                  | —                  | —                   | —                   | 15    | 5     | 0,33             |
| Ривер Плейт             | 2009      | 25    | 2    | -                  | -                  | 8                   | 1                   | 32    | 3     | 0,09             |
| Ривер Плейт             | 2009/10   | 9     | 0    | -                  | -                  | 2                   | 1                   | 11    | 1     | 0,09             |
| Ривер Плейт             | Всего     | 34    | 2    | —                  | —                  | 10                  | 2                   | 43    | 4     | 0,09             |
| Олл Бойз                | 2010/11   | 14    | 2    | -                  | -                  | -                   | -                   | 14    | 2     | 0,14             |
| Олл Бойз                | Всего     | 14    | 2    | —                  | —                  | —                   | —                   | 14    | 2     | 0,14             |
| Индепендьенте Ривадавия | 2011/12   | 18    | 7    | -                  | -                  | -                   | -                   | 18    | 7     | 0,39             |
| Индепендьенте Ривадавия | 2012/13   | 12    | 2    | 1                  | 0                  | -                   | -                   | 13    | 2     | 0,15             |
| Индепендьенте Ривадавия | Всего     | 30    | 9    | 1                  | 0                  | —                   | —                   | 31    | 9     | 0,29             |
| Спорт Бойз Варнес       | 2014      | 8     | 0    | -                  | -                  | -                   | -                   | 8     | 0     | 0                |
| Спорт Бойз Варнес       | Всего     | 8     | 0    | —                  | —                  | —                   | —                   | 8     | 0     | 0                |
| Эстудиантес (Сан-Луис)  | 2015      | 9     | 2    | -                  | -                  | -                   | -                   | 9     | 2     | 0,22             |
| Эстудиантес (Сан-Луис)  | Всего     | 9     | 2    | —                  | —                  | —                   | —                   | 9     | 2     | 0,22             |
| ЛДУ Портовьехо          | 2016      | 5     | 1    | -                  | -                  | -                   | -                   | 5     | 1     | 0,2              |
| ЛДУ Портовьехо          | Всего     | 5     | 1    | —                  | —                  | —                   | —                   | 5     | 1     | 0,2              |
| Депортиво Мерло         | 2016/17   | 32    | 7    | —                  | —                  | —                   | —                   | 32    | 7     | 0.22             |
| Депортиво Мерло         | 2017/18   | 30    | 6    | —                  | —                  | —                   | —                   | 30    | 6     | 0.20             |
| Университарио           | 2018      | 1     | 0    | —                  | —                  | 2                   | 0                   | 3     | 0     | 0,00             |
| Депортиво Мерло         | 2018/19   | 28    | 11   | —                  | —                  | —                   | —                   | 28    | 11    | 0.39             |
| Депортиво Мерло         | 2019/20   | 15    | 4    | —                  | —                  | —                   | —                   | 15    | 4     | 0.27             |
| Депортиво Мерло         | Всего     | 105   | 28   | 0                  | 0                  | 0                   | 0                   | 105   | 28    | 0.27             |

## Личная жизнь и годы после завершения карьеры
Личная жизнь Кристиана Фаббиани была под пристальным вниманием таблоидов и развлекательных программ. Его первой женой была аргентинская модель Амалия Граната, которая родила Фаббиани единственную дочь, Уму. После развода некоторые источники осуждали поведение футболиста, утверждая, что Фаббиани должным образом не заботится о своей дочери.
Затем Фаббиани начал встречаться с Викторией Ванукки, с которой познакомился на телепрограмме. Через семь месяцев брака Кристиан и Виктория прекратили свои отношения, так как в прессе появились фотографии «Огра» с певицей кумбии Кариной. В марте 2010 года пара помирилась, и Фаббиани сделал татуировку с фразой «Пока смерть не разлучит нас, Вики» (исп. Hasta que la muerte nos separe, Vicky). Однако вскоре они расстались.

## Достижения
ЧФР Клуж
- Чемпионат Румынии: 2007/08
- Кубок Румынии: 2007/08